# Wybory prezydenckie w Turkmenistanie w 2022 roku
Przedterminowe wybory prezydenckie w Turkmenistanie w 2022 roku przeprowadzone zostały 12 marca 2022 roku. 
12 lutego 2022 dotychczasowy autorytarny prezydent Turkmenistanu Gurbanguly Berdimuhamedow ogłosił, że zamierza rezygnować. W związku z tym 2 Mejlisi (niższa izba turkmeńskiego parlamentu) przyjęła uchwałę o skróceniu jego kadencji, która miała upłynąć w 2024 roku i wyznaczyła termin wyborów 12 marca. 
Kandydatem na urząd głowy i szefa państwa był syn ustępującego prezydenta – Serdar Berdimuhamedow, a także ośmiu „szerzej nieznanych w kraju” polityków. Według oficjalnych wyników zwyciężył Serdar Berdimuhamedow zdobywając 72,97%. Z innych kandydatów najwięcej głosów zdobyli Hydyr Nunnaýew (11,09%) i Agajan Bekmyradow (7,22%). Frekwencja wynosiła 97,9%. 